# Винер, Леонид Леонидович
Леонид Леонидович Винер (1922—1944) — старший сержант Рабоче-крестьянской Красной Армии, участник Великой Отечественной войны, Герой Советского Союза (1944).

## Биография
Леонид Винер родился 4 марта 1922 года в Херсоне в семье рабочего. Окончил херсонскую школу № 6, затем в 1936 году ремесленное училище № 3 по специальности токаря, после чего работал на заводе. В августе 1941 года Винер был призван на службу в Рабоче-крестьянскую Красную Армию Херсонским районным военным комиссариатом Николаевской области Украинской ССР. С марта 1942 года — на фронтах Великой Отечественной войны. Принимал участие в битве за Кавказ. К лету 1944 года гвардии старший сержант Леонид Винер командовал отделением автоматчиков 34-й гвардейской отдельной танковой бригады 6-й гвардейской армии 1-го Прибалтийского фронта. Отличился во время форсирования Западной Двины.
24 июня 1944 года отделение Винера переправилось через Западную Двину в районе деревни Николаево Шумилинского района Витебской области Белорусской ССР и вступило в бой с противником на западном берегу. В бою Винер погиб. Похоронен в деревне Илово того же района. Согласно донесению о безвозвратных потерях, Винер утонул при переправе через Западную Двину.
Указом Президиума Верховного Совета СССР от 22 июля 1944 года за «образцовое выполнение боевых заданий командования на фронте борьбы с немецкими захватчиками и проявленные при этом мужество и героизм» гвардии старший сержант Леонид Винер посмертно был удостоен высокого звания Героя Советского Союза. Также был награждён орденами Ленина и Красной Звезды, медалью «За отвагу». В честь Винера названа улица в Херсоне.